# Marlon Humphrey
Marlon Humphrey (Hoover, 8 luglio 1996) è un giocatore di football americano e ostacolista statunitense che milita nel ruolo di cornerback per i Baltimore Ravens della National Football League (NFL).

## Carriera universitaria
Humphrey alle scuole superiori vinse una medaglia d'argento nei 110 metri ostacoli ai Campionati del mondo allievi di atletica leggera 2013 a Donec'k, Ucraina.. Al college giocò a football con gli Alabama Crimson Tide dal 2013 al 2016. Dopo non esser mai sceso in campo nella prima stagione, divenne titolare nel 2015, anno in cui la squadra vinse il campionato NCAA. In tutte le ultime tre stagioni fu inserito nella formazione ideale della Southeastern Conference.

## Carriera professionistica
Il 27 aprile 2017, Humphrey fu scelto come 16º assoluto nel Draft NFL 2017 dai Baltimore Ravens. Debuttò come professionista subentrando nella gara del primo turno vinta contro i Cincinnati Bengals. Alla fine della stagione 2019 fu convocato per il suo primo Pro Bowl e inserito nel First-team All-Pro dopo avere messo a segno 65 tackle, 3 intercetti e forzato 2 fumble.
Il 1º ottobre 2020 Humphrey firmò un rinnovo quinquennale del valore di 97,5 milioni di dollari con i Ravens, di cui 66 milioni garantiti. La sua stagione si chiuse guidando la NFL in fumble forzati (8), venendo convocato per il suo secondo Pro Bowl (non disputato a causa della pandemia di COVID-19) dopo avere messo a segno 80 placcaggi, 2,5 sack e un intercetto.
Nel 2022 Humphrey fu convocato per il suo terzo Pro Bowl dopo 71 placcaggi, 3 sack e 3 intercetti.
Nel Monday Night Football del settimo turno della stagione 2024 Humphrey intercettó per due volte Baker Mayfield nel primo tempo ma nel secondo di essi subì un infortunio che non gli permise il rientro in campo per il resto della gara. A fine stagione fu convocato per il suo quarto Pro Bowl dopo essersi classificato terzo nella NFL con 6 intercetti.

## Palmarès
Football americano
- Convocazioni al Pro Bowl: 4

2019, 2020, 2022, 2024
- First-team All-Pro: 1

2019
- Leader della NFL in fumble forzati: 1

2020
Atletica leggera
| Anno | Manifestazione   | Sede    | Evento   | Risultato | Prestazione | Note                          |
| ---- | ---------------- | ------- | -------- | --------- | ----------- | ----------------------------- |
| 2013 | Mondiali allievi | Donec'k | 110 m hs | Argento   | 13"24       | Miglior prestazione personale |

## Famiglia
Humphrey è il figlio dell'ex running back della NFL Bobby Humphrey, in attività tra il 1989 e il 1995.